# Alin Jivan
Alin Sandu Jivan (2 de diciembre de 1983) es un deportista rumano que compitió en gimnasia artística, especialista en la prueba de salto de potro.
Ganó una medalla de bronce en el Campeonato Mundial de Gimnasia Artística de 2005 y dos medallas de plata en el Campeonato Europeo de Gimnasia Artística de 2006.

## Palmarés internacional
| Campeonato Mundial | Campeonato Mundial    | Campeonato Mundial | Campeonato Mundial   |
| Año                | Lugar                 | Medalla            | Prueba               |
| ------------------ | --------------------- | ------------------ | -------------------- |
| 2005               | Melbourne (Australia) | Medalla de bronce  | Salto de potro       |
| Campeonato Europeo |                       |                    |                      |
| Año                | Lugar                 | Medalla            | Prueba               |
| 2006               | Volos (Grecia)        | Medalla de plata   | Salto de potro       |
| 2006               | Volos (Grecia)        | Medalla de plata   | Concurso por equipos |